# 農林漁業信用基金
独立行政法人農林漁業信用基金（のうりんぎょぎょうしんようききん）は、農林水産省及び財務省所管の中期目標管理法人である独立行政法人である。2003年10月1日に独立行政法人農林漁業信用基金法に基づき、認可法人である農林漁業信用基金の一切の権利及び義務を承継して発足した。
都道府県にある農業信用基金協会・漁業信用基金協会の行う債務保証に対する保険、林業者等・木材産業者の資金調達に係る債務保証、農業災害補償制度の農業共済組合等・漁業共済組合等に対する資金の貸付けを主な業務としている。

## 沿革
- 1952年（昭和27年）9月 - 農業共済基金（認可法人）設立
- 1952年（昭和27年）12月 - 中小漁業融資保証保険特別会計設置
- 1963年（昭和38年）10月 - 林業信用基金（特殊法人）設立
- 1964年（昭和39年）12月 - 漁業共済基金（特殊法人）設立
- 1966年（昭和41年）8月 - 農業信用保険協会（認可法人）設立
- 1974年（昭和49年）10月 - 中央漁業信用基金（認可法人）設立
- 1977年（昭和52年）1月 - 中小漁業融資保証保険特別会計廃止、中央漁業信用基金が業務承継
- 1982年（昭和57年）10月 - 漁業共済基金解散、中央漁業信用基金が業務承継
- 1987年（昭和62年）10月 - 林業信用基金、農業信用保険協会及び中央漁業信用基金が解散・統合、農林漁業信用基金（認可法人）設立
- 2000年（平成12年）4月 - 農業共済基金解散、農林漁業信用基金が業務承継
- 2003年（平成15年）10月 - 特殊法人等整理合理化計画に基づき、農林漁業信用基金解散、独立行政法人農林漁業信用基金設立

出典：農林漁業信用基金ホームページ

## 歴代理事長
| 氏名       | 在任期間                      | 前職                                             |
| ---------- | ----------------------------- | ------------------------------------------------ |
| 角道謙一   | 1987年10月1日 - 1990年5月31日 | 農林水産事務次官                                 |
| 後藤康夫   | 1990年6月1日 - 1992年7月24日  | 農林水産事務次官                                 |
| 甕滋       | 1992年7月25日 - 1995年7月31日 | 農林水産事務次官                                 |
| 田中宏尚   | 1995年8月1日 - 1998年1月22日  | 農林水産事務次官、農業者年金基金理事長           |
| 上野博史   | 1998年1月23日 - 2000年6月21日 | 農林水産事務次官                                 |
| 馬場久萬男 | 2000年6月22日 - 2005年3月31日 | 林野庁長官、水資源開発公団副総裁                 |
| 堤芳夫     | 2005年4月1日 - 2018年3月31日  | 農林中央金庫常務理事、農中情報システム（株）社長 |
| 今井敏     | 2018年4月1日 - 2023年3月31日  | 林野庁長官                                       |
| 牧元幸司   | 2023年4月1日 -                | 農林水産省農村振興局長                           |